# Rajcza (village)
Pour les articles homonymes, voir Rajcza.
Rajcza est un village de la voïvodie de Silésie et du powiat de Żywiec. Il est le siège de la gmina de Rajcza et comptait 3 438 habitants en 2008[réf. souhaitée].